# Kjellson från Östergötland
Kjellson från Östergötland, i Svenska släktkalendern benämnd Kjellson (från Östra Ryd, Östergötland), är en svensk släkt vars äldste kände stamfader är Måns Eriksson (1668–1748), skattebonde i Kihls skattegård i Östra Ryds socken, Östergötland. 
Hans sonsons sonson Per Axel Kjell (1809–1890), fick vid värvning som grenadjär vid första livgrenadjärregementet namnet Kjell. Han var gift med Maria Christina Ringqvist (1809–1890). Med hans två söner delar sig släkten i två grenar. Sonen Anders Petter Kjell blev stamfader för en gren med namnet Kjell och sonen Carl Axel Kjell för en gren med namnet Kjellson eftersom två av hans söner 1876 tog detta namn. 

## Stamtavla över kända medlemmar
- Henry Kjellson (1891–1962), civilingenjör, flygdirektör, världsmästare i bågskytte, gift med Tina Kjellson (1893–1984), svensk mästare i bågskytte
- Ingvar Kjellson (1923–2014, son till Henry och Tina Kjellsson), skådespelare, gift med Meta Velander (1924-2025, 100 år), också skådespelare